# Велизе (река)
Ве́лизе (эст. Velise jõgi; Пяэрду, эст. Päärdu jõgi; Козе, эст. Kose jõgi; Вальгу, Валгу, эст. Valgu jõgi; Лихувеськи, Лихувески, эст. Lihuveski jõgi) — река на западе материковой части Эстонии, течёт по территории волостей Мярьямаа, Рапла и Кехтна в уезде Рапламаа, а также волости Ляэнеранна в уезде Пярнумаа. Левый приток нижнего течения реки Вигала.
Длина реки составляет 74,7 км (по другим данным — 70 км). Площадь водосборного бассейна равняется 867,8 км² (по другим данным — 903 км²).
Вытекает из болота в полукилометре северо-западнее озера Имси на высоте 68 м над уровнем моря, в пределах территории деревни Пыллу. На всём протяжении течёт преимущественно на юго-запад. Впадает в Вигалу на высоте 5 м над уровнем моря напротив деревни Румба.